# HR 8832
HR 8832 (HD 219134, historisch auch Bradley 3077) ist ein oranger Hauptreihenstern der Spektralklasse K im Sternbild Kassiopeia, der rund 21 Lichtjahre von der Sonne entfernt ist. Der Stern besitzt ein Planetensystem mit bis zu sechs Exoplaneten.
Mit einer scheinbaren Helligkeit von annähernd der 6. Größe ist HR 8832 unter guten Sichtverhältnissen, bei mondlosem Nachthimmel ohne Lichtverschmutzung, auch mit dem bloßen Auge sichtbar. Er befindet sich östlich des einprägsamen Himmels-W, das durch die Hauptsterne des Sternbilds Kassiopeia gebildet wird.

## Eigenschaften
HR 8832 ist kleiner und masseärmer als die Sonne und weist jeweils etwa 80 % der Sonnenmasse bzw. des Sonnenradius auf. In der Vergangenheit wurde eine Veränderlichkeit des Sterns vermutet. Die Rotationsperiode von HR 8832 beträgt annähernd 23 Tage.

## Planetensystem
Der sonnennahe Stern wurde bereits in den 1990er Jahren durch präzise Messungen der Radialgeschwindigkeit auf das Vorhandensein von umlaufenden Planeten hin untersucht. Die damaligen Untersuchungen schlossen das Vorhandensein von Planeten mit mehr als 0,7 Jupitermassen innerhalb eines Umlaufradius von weniger als 5 AE aus. HR 8832 zählte auch zu den 100 wichtigsten Zielsternen der Mission Terrestrial Planet Finder der NASA, die jedoch mehrfach verschoben und schließlich 2011 gestrichen wurde.
Am 30. Juli 2015 veröffentlichte ein Astronomenteam um Fatemeh Motalebi die Entdeckung von vier Exoplaneten um HR 8832 auf Grundlage von Messdaten des Spektrographen HARPS-N am Telescopio Nazionale Galileo auf La Palma. Ein zweites Astronomenteam unter der Leitung von Steven S. Vogt veröffentlichte wenig später, im September 2015, die Entdeckung von sechs Planeten, basierend auf eigenen Messungen mit dem Spektrographen HIRES am Keck-Observatorium auf Hawaii und dem Automated Planet Finder am Lick-Observatorium. Die von den beiden Astronomenteams verwendeten Bezeichnungen der Planeten weichen teilweise voneinander ab.
Der Nachweis sämtlicher Planeten erfolgte in allen Fällen zunächst mittels der Radialgeschwindigkeitsmethode. Der innerste Planet, HD 219134 b, zieht jedoch während der Umkreisung seines Zentralsterns von der Erde aus gesehen direkt vor HR 8832 vorüber. Er konnte daher mit dem Spitzer-Weltraumteleskop auch mittels der Transitmethode nachgewiesen und bestätigt werden. HD 219134 b war zum Zeitpunkt seiner Entdeckung der sonnennächste entdeckte Exoplanet, bei dem eine Transitbeobachtung möglich ist. Er hat etwa den 1,6-fachen Erdradius und etwa die 4,7-fache Erdmasse. Aufgrund der bekannten Daten zu Radius und Mindestmasse ließ sich die Dichte des Planeten auf etwa 5,89 cm3 schätzen, womit HD 219134 b als Gesteinsplanet einzustufen ist.
Der nächstäußere Planet HD 219134 c wurde 2017 ebenfalls als Transitplanet erkannt. Er hat annähernd den 1,5-fachen Erdradius und etwas weniger als die 4,4-fache Erdmasse. Er ist wie HD 219134 b sehr wahrscheinlich ebenfalls ein Gesteinsplanet.
Die zwei folgenden Planeten HD 219134 f und d sind massereicher und haben jeweils mindestens die 7,3-fache bzw. 16,1-fache Masse der Erde. Auch sie kreisen sehr nahe um ihren Stern. Es gibt Hinweise auf noch zwei weitere Planeten in größerer Entfernung. Der äußerste Planet HD 219134 h weist demnach etwa 20 % der Masse des Planeten Jupiter im Sonnensystem auf.
| Planet (nach Entfernung vom Stern) | Entdeckung (Jahr) | Masse (in M♁) | Radius (in {\displaystyle R_{\oplus }}) | Umlaufzeit (in Tagen) | Große Halbachse (in AE) | Exzentrizität   |
| ---------------------------------- | ----------------- | ------------- | --------------------------------------- | --------------------- | ----------------------- | --------------- |
| HD 219134 b                        | 2015              | 4,74 ± 0,19   | 1,602 ± 0,055                           | 3,092926 ± 0,000010   | 0,03876 ± 0,00047       | 0               |
| HD 219134 c                        | 2015              | 4,36 ± 0,22   | 1,511 ± 0,047                           | 6,76458 ± 0,00033     | 0,06530 ± 0,00080       | 0,0620 ± 0,0390 |
| HD 219134 f                        | 2015              | >7,30 ± 0,40  | >1,31 ± 0,02                            | 22,717 ± 0,015        | 0,1463 ± 0,0018         | 0,148 ± 0,047   |
| HD 219134 d                        | 2015              | >16,17 ± 0,64 | >1,61 ± 0,02                            | 46,859 ± 0,028        | 0,2370 ± 0,0030         | 0,138 ± 0,025   |
| HD 219134 g                        | 2015              | 11 ± 1        | -                                       | 94,2 ± 0,2            | 0,3753 ± 0,0004         | 0               |
| HD 219134 h                        | 2015              | 108 ± 6       | -                                       | 2247 ± 43             | 3,11 ± 0,04             | 0,06 ± 0,04     |